# Castell dels Comtes d'Armanyac
El castell dels comtes d'Armanyac (Armanhac, en occità) és un castell fortificat que ocupava l'extrem occidental de la població occitana de Leitora, a la Gasconya històrica, a l'actual departament de Gers. La fortalesa fou la residència oficial dels poderosos Comtes d'Armanyac. El castell destaca per la seva quasi inexpugnable posició, situat sobre un gran penya-segat de pedra calcària, i per la seva sòlida construcció.
Una gran part de la fortalesa va ser destruïda pels francesos. Al segle XVIII, s'hi va construir un hospital al seu solar, sota les ordres del bisbe de Narbonne-Pelet, amb un edifici de gran interès arquitectònic. Tanmateix, encara queden en peu importants fragments del Castell dels Armanyac, de les muralles i de les seves fortificacions.

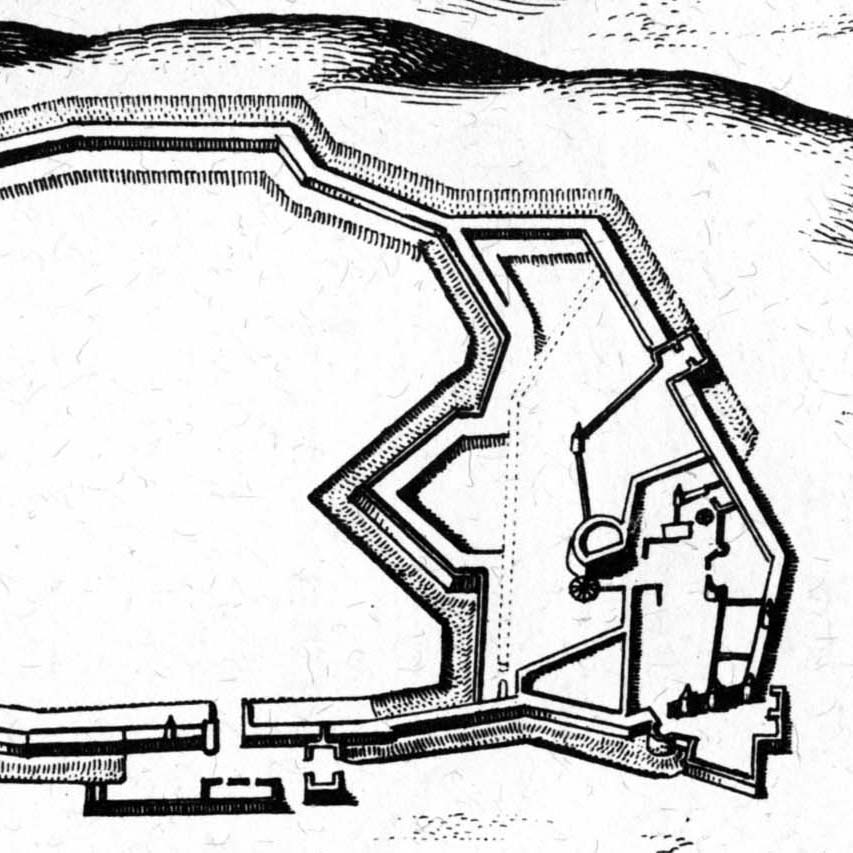
Plànol de les fortificacions del castell, extret del plànol de Mérian (del segle XVII). El sud és amunt i el nord és avall.

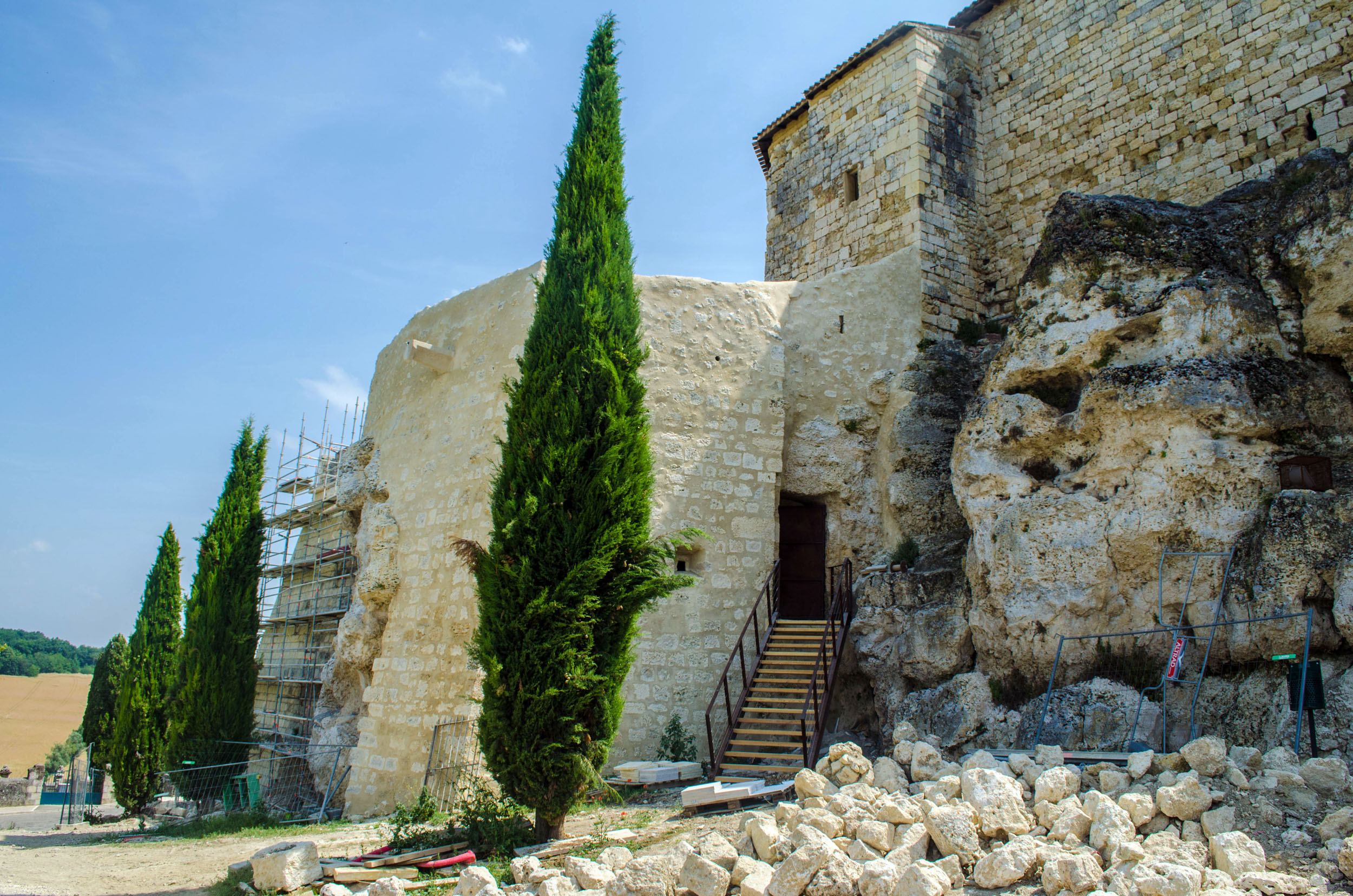
Bastió nord-oest, actualment en procés de restauració (2014)

## Història
La història del castell és relativament desconeguda. Tots els cronistes coincideixen en la seva antiguitat. Sens dubte, és contemporani de les muralles que envolten la ciutat, la majoria de les quals es remunten al període romànic. Ha sofert nombroses transformacions. Fou aïllat de la ciutat molt aviat per una muralla i pels sistemes defensius: un bastió circular que després, a l'època de Sébastien Le Preste de Vauban, va passar a ser una estructura poligonal (de mitja lluna) precedida d'una séquia. Donada la seva inexpugnable posició des de ponent, calia entrar a la ciutat, poderosament defensada, per llevant. L'accés al costat nord també era possible des de l'exterior mitjançant una petita poterna. La ciutat va ser presa després de patir diversos setges (el 1473 i el 1562), però sempre condicionada a negociacions, més que no pas a operacions militars concloents.
La fortalesa fou la residència oficial dels poderosos Comtes d'Armanyac, del primer al darrer, que fou Jean V d'Armanyac, assassinat durant la presa de la ciutat per les tropes de Lluís XI de França, l'any 1473. El castell era llavors la residència del governador de la ciutat i del senescal.

### Intent de fugida del duc de Montmorency
El Castell d'Amanyac, a més, amaga una popular llegenda, tan coneguda a la Gasconya com poc avalada pels documents històrics.
Es creu que el 1632 allà hi va tenir lloc l'episodi vinculat al duc de Montmorency. Aquest duc, que fou el governador del Llenguadoc, es revoltà contra el rei Lluís XIII de França i va ser derrotat i fet presoner a la batalla de Castellnou d'Arri. A l'espera del seu judici, a Tolosa de Llenguadoc, va ser portat pel mariscal de Schomberg, el seu invasor, al Castell de Leitora (considerat un lloc segur, lluny del Llenguadoc) on el governador successor d'Antoine de Roquelaure "s'hauria excusat amb molt de gust d'una comissió tan desafortunada". Schomberg el deixà allà, vigilat per una guàrdia de vuit cavallers.
Tanmateix, Montmorency, que hauria conservat el favor d'una bona part de la població gascona, fou auxiliat per les "dames de Leitora", que commogudes pel seu destí, el varen ajudar a fugir. El duc, que era tancat en una habitació, la finestra de la qual donava a la muralla, va poder fugir gràcies a una corda de seda, que li van portar les dones, amagada en un pastís. Però, ja fos perquè la corda era massa curta o perquè el duc va calcular malament l'alçada, el cas és que va quedar ferit després del salt, essent enxampat pels guardes.
Segons una altra versió de la llegenda, en canvi, l'a corda venia amagada en un paté i el duc va aconseguir baixar, però va ser el seu criat qui el va intentar seguir, va caure i fou atrapat.
En tot cas, tant si realment es va intentar aquesta fugida com si no, l'estat de salut del duc era prou precari, atès que havia rebut disset ferides, i es creu que devia ser empresonat poc després. Com se sap, va acabar decapitat a Tolosa de Llenguadoc.
Hi ha encara una tercera versió dels, que trobem a l'obra titulada Història d'Enric II, darrer duc de Montmorency, publicada el 1699 per Jean Guignard, a París. El seu autor, en Simon Ducros, que va ser un dels oficials propers al duc, explica la intervenció de la marquesa de Castellnou en l'assumpte, que va instar un guàrdia del castell a entregar al presoner unes cordes de seda amb les quals podia baixar fins les latrines, punt feble freqüent de les fortaleses, i des d'allà el duc va poder fugir de la ciutadella . La marquesa hauria situat vint homes a cavall per recollir al fugitiu i ajudar-lo. Però la guàrdia va descobrir la fugida i la va poder avortar.
El pare Cèsar, religiós cristià, va creure trobar en un fragment de les obres del popular visionari occità Nostradama (més conegut pel seu nom en llatí Nostradamus) la profecia d'aquest esdeveniment.

### Final del castell
El 1660, el gran baluard avançat del Castell d'Amanyac fou destruït pels francesos i substituït per una esplanada plantada d'arbres. I al segle XVIII, el bisbe del ducat de Narbona-Pelet es va comprometre a construir un gran hospital.
A Leitora hi ha hagut nombrosos hospitals, però sovint han estat efímers, petits i mal adaptats, concebuts només per acollir i atendre els pelegrins de pas i algunes persones pobres. Davant d'aquesta mancança, l'hospital principal va acabar esdevenint el de l'Esperit Sant, impulsat pel bisbe Hugues IV de Bar i un dels seus successors, Claude-François de Narbonne-Pelet. Aquest prelat va contribuir al seu manteniment, però volia un hospital que no només donès tractament, sinó que també oferís feina als pobres. Així, l'any 1759 va emprendre la construcció del mateix al solar del castell, pel qual havia obtingut una concessió del rei l'any anterior. El projecte era ambiciós. Establert davant dels edificis del castell adossats a la muralla, ocupa el lloc del que havien estat els patis i les dependències del palau dels Armanyac, així com dels seus murs interiors. Tanmateix, després de construir un primer edifici, l'actual ala nord, el projecte va resultar tan car que la construcció no va poder continuar. Narbonne-Pelet repartia les seves subvencions entre l'antic hospital del Sant-Esperit i el nou establiment, que van funcionar simultàniament fins al 1812.
Va ser entre el 1808 i el 1812 que es va poder acabar l'hospital. Les Filles de la Caritat, que fins aleshores tenien cura dels malalts, rebutjant la reforma de la congregació establerta per Napoleó, foren substituïdes per les Germanes de Nevers, que van prestar servei a l'hospital fins al 1960. Al nord de l'hospital es va afegir un edifici addicional, on hi havia la maternitat.

## Arquitectura

### Castell antic
Les restes de l'antic castell, vistes des de ponent, ens permeten imaginar-ne la seva potència. Altes parets s'aixequen sobre un penya-segat de pedra calcària, al cim del turó, dominant el nivell de la plana de Gers als seus peus, a gairebé cent metres d'alçada.
Els cronistes de l'època van considerar al castell inatacable tant per assalt de les muralles com per atac a través de la mina.
Al llarg de tota la part sud de la ciutat, les muralles continuaven sobre la base de pedra calcària, abans que s'establís un camí enderrocant part de les muralles davant de l'antic castell.
A ponent i nord-oest encara es mantenen els edificis principals, recolzats a la muralla, havent perdut els seus coronaments i les seves torres, excepte la base d'una petita torre poligonal al pati interior, entre l'antiga construcció i l'edifici de l'hospital modern.
L'angle nord-oest mostra un baluard quadrat que ha estat restaurat el 2015 i que és accessible als visitants des de dalt i des de les naus de Montmorency. Contigu amb el baluard, hi ha un petit cementiri de les monges de Nevers que cuidaven els malalts de l'hospital. Aquest mirador ofereix una àmplia vista cap a l'oest i al nord.
Hom entra a la vila i al castell per una porta del costat nord, protegida per una contramuralla que, almenys en els darrers dies de l'ocupació del castell, durant les guerres de religió, va constituir l'únic pas entre el castell i la vila.
Una muralla que formava una gran mitja lluna, precedida per una séquia, aïllava el castell de la població, aproximadament al revolt de l'actual carretera.

### Hospital
L'hospital és situat al final de l'actual Rue Nationale (Carretera Nacional), que fa un gran gir a l'esquerra per sortir de la ciutat, travessant i seguint després les antigues muralles del sud.
Es tracta d'un edifici clàssic en forma d'U. L'edifici central i les seves dues ales emmarquen un pati amb parterres, estany i pou, tancat al quart costat per una reixa.
Al llarg dels edificis hi ha arcades de mig punt a la planta baixa, que constitueixen una galeria coberta, i grans finestrals a la planta superior.
Al centre, un cos frontal ofereix tres arcades i tres finestres de mig punt, i està rematat per un frontó triangular que porta un rellotge. Una arcada amb una campana, rematada amb una creu de ferro, ho tapa tot.
Una gran escala porta a dalt, així com dues petites escales de fusta al final de cada ala. Des de l'angle sud-oest de la galeria accedim a la capella, l'absis semicircular de la qual és l'únic element que apareix al costat de les muralles a les quals està adossada.
Al soterrani, una gran galeria adovellada respon a la de la planta baixa, que acollia els tallers on treballaven els necessitats, abans de destinar-se a locals tècnics i de serveis.
L'edifici compleix doncs els criteris de l'arquitectura monumental clàssica, i una preocupació per la funcionalitat pròpia del segle de les Llums.

### Nova tasca
L'any 2014, havent-se situat els serveis hospitalaris en un altre lloc, el municipi de Leitora va decidir posar en venda l'edifici. Actualment serveix com a espai expositiu d'antiquaris i d'objectes de segona mà.